# Rathaus (New Cumnock)

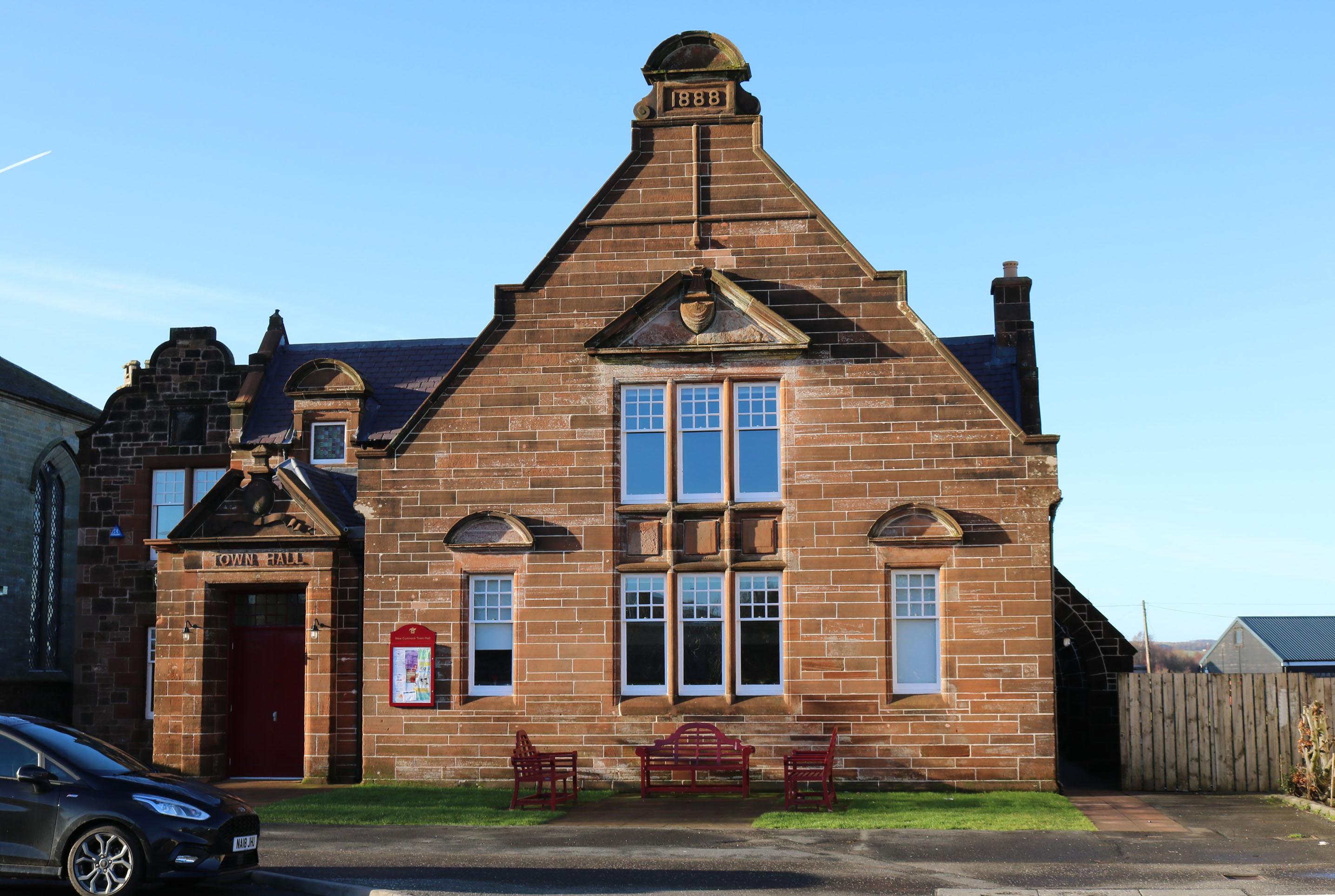
Rathaus von New Cumnock

Das Rathaus von New Cumnock liegt im Zentrum der schottischen Ortschaft New Cumnock in der Council Area East Ayrshire. 2005 wurde das Bauwerk in die schottischen Denkmallisten in die Denkmalkategorie C aufgenommen. Direkt südlich grenzt die ebenfalls denkmalgeschützte, neogotische Martyrs Parish Church an.
Das Rathaus entstand im Jahre 1888 nach Plänen des regional agierenden Architekten Allan Stevenson. Möglicherweise wurden beim Bau Fragmente eines Vorgängerbauwerks integriert. In der Mitte des 20. Jahrhunderts wurde dem Rathaus ein Flügel hinzugefügt, welcher eine Polizeistation beherbergt. Mit Ausnahme dieses Anbaus befindet sich das Gebäude weitgehend im Originalzustand. Sein Zustand wurde 2005 jedoch als schlecht beschrieben.

## Beschreibung
Das Gebäude liegt an der Straße Castle (A76) unweit des Afton Waters. Es greift Motive des historisierenden Queen Anne Styles auf. Die straßenseitige Fassade des giebelständigen Gebäudes besteht aus rotem Backstein und ist symmetrisch aufgebaut. Das zentrale Drillingsfenster flankieren abgesetzte, mit Segmentgiebeln bekrönte Einzelfenster. Das Drillingsfenster im Obergeschoss schließt hingegen mit einem gesprengten Dreiecksgiebel ab. Eine darüber angebrachte Plakette weist das Baujahr 1888 aus. Die Polizeistation schließt sich links an den Eingangsbereich an und ist etwas zurückversetzt. Im Unterschied zur Frontseite besteht das Mauerwerk des restlichen Gebäudes aus Bruchstein. Dekorative Terrakottaziegel zieren den First des mit grauem Schiefer eingedeckten Satteldachs.